# 54
54 (LIV) je bilo navadno leto, ki se je po julijanskem koledarju začelo na torek.

## Dogodki
- 1. januar

## Smrti
- 13. oktober - Klavdij, 4. rimski cesar (* 10 pr. n. št.)